# Wierchnieuralsk
Wierchnieuralsk (ros. Верхнеуральск) – miasto w Rosji  na południowym Uralu. Siedziba rejonu wierchnieuralskiego w obwodzie czelabińskim. Ludność ok. 10 tys. mieszkańców (9321 według spisu 2016).
Miasto jest położone na lewym brzegu rzeki Ural, 230 km od Czelabińska. Jedno z najstarszych miast południowego Uralu i najstarsze miasto obwodu czelabińskiego, założone w 1734 roku jako Twierdza Wierchniejaicka. Po stłumieniu powstania Jemieljana Pugaczowa ukazem Katarzyny II przemianowane na Twierdzę Wierchnieuralską. Prawa miejskie i obecną nazwę otrzymał w 1781.